# Blériot-SPAD S.51
Le Blériot-SPAD S.51 est un avion de chasse français de l'entre-deux-guerres. Il fut développé en 1924 pour répondre à un besoin de l'Armée de l'air française afin de remplacer le Nieuport-Delage NiD.29 obsolète.

## Concept et développement
Dessiné par André Herbemont, ingénieur de la société Blériot Aéronautique, le S.51 partageait sa configuration de base avec les autres avions de l'époque, un biplan avec une aile supérieure en flèche et une aile inférieure droite, jointes par des entretoises interplan (en) en forme de « I ». Le S.51 cependant, marquait la transition dans les conceptions d'Herbémont, passant d'un fuselage à cadre couvert à un fuselage monocoque.
Le prototype du S.51 fut rejeté par les autorités françaises, mais les versions révisées trouvèrent des clients à l'export comme l'armée de l'air polonaise, qui en acheta 50 exemplaires, ou les armées de l'air turque et soviétique qui en acquirent chacune un exemplaire. Une autre évolution le S.51/3, lui aussi dessiné par Herbémont, fut équipé à titre expérimental de la première hélice à pas variable développée en France.

## Variantes
S.51/1
Prototype pour évaluation française.
S.51/2
Version révisée exportée en Pologne.
S.51/3
Prototype équipé d'une hélice à pas variable.
S.51/4
Version exportée en Turquie et en URSS équipée de deux mitrailleuses supplémentaires dans les ailes.

## Utilisateurs
Pologne
- Armée de l'air polonaise
  - 11e escadre (Kosciusko)

 Union soviétique
- Armée de l'air soviétique

 Espagne
- Armée de l'air républicaine espagnole

 Turquie
- Armée de l'air turque